# Воронежське-1
Воро́нежське-1 (рос. Воронежское-1) — село у складі Хабаровського району Хабаровського краю, Росія. Входить до складу Мічурінського сільського поселення.

## Населення
Населення — 11 осіб (2010; 15 у 2002).
Національний склад (станом на 2002 рік):
- росіяни — 93 %